# Barb Heinz
Barb Heinz, geb. Pflugmacher (* 21. Dezember 1945 in Magdeburg) ist eine deutsche Sportwissenschaftlerin und ehemalige Handballspielerin.
Sie besuchte in Magdeburg die Kinder- und Jugendsportschule.
Mit der Frauen-Handballnationalmannschaft der DDR wurde sie 1971 Weltmeisterin. Auch bei der Weltmeisterschaft 1973 stand sie im Aufgebot der DDR.
Barb Heinz ist Projektleiterin am Institut für Sportwissenschaft der Fakultät für Geistes-, Sozial- und Erziehungswissenschaften an der Otto-von-Guericke-Universität Magdeburg. Sie gehörte zum Lehrstab des Handballverbands Sachsen-Anhalt.